# Poul Schierbeck
Poul Schierbeck est un organiste, pédagogue et compositeur danois, né le 8 juin 1888 à Copenhague et mort dans la même ville le 9 février 1949.

## Biographie
Né le 8 juin 1888, Poul Schierbeck grandit à Copenhague au sein d'une famille de médecins mélomanes. À l'issue de son baccalauréat il entame des études de droit puis se tourne vers la musique. 
Il étudie la composition avec Carl Nielsen et Thomas Laub, et travaille également avec Paul Hellmuth, Henrik Knudsen et Frank Van der Stucken.
En 1916, il est nommé organiste de l'église de Skovshoved — poste qu'il occupe jusqu'à sa mort —, et devient professeur de composition et d'instrumentation à l'Académie royale danoise de musique en 1931.
En 1947, il est élu membre de l'Académie royale suédoise de musique.
Il meurt le 9 février 1949 à Copenhague.

## Œuvres
Parmi ses compositions figurent notamment :
- Fête galante (1923-1930), un opéra créé le 1er septembre 1931 à Copenhague ;
- une symphonie (1916-1921), créée le 15 février 1922 à Göteborg sous la direction de Carl Nielsen ;
- Natten (« La Nuit »), scène symphonique pour piano et orchestre (1938) ;
- Andante doloroso pour cordes (1942) ;
- de nombreuses cantates et œuvres chorales ;
- des mélodies ;
- de la musique de chambre ;
- des chorals pour orgue, etc.

## Filmographie (compositeur de musique de film)
- 1943 : Jour de colère (Vredens dag) de Carl Theodor Dreyer (non crédité)
- 1946 : Ditte Menneskebarn de Bjarne Henning-Jensen (da)
- 1955 : La Parole (Ordet) de Carl Theodor Dreyer (non crédité)